# Alexander Gauk
Alexander Vassilievich Gauk (em russo:  Алекса́ндр Васи́льевич Га́ук; Odessa, 15 de agosto de 1893 – Moscou, 30 de março de 1963) foi um maestro e compositor soviético.

## Biografia
Nascido em Odessa, em 1893, Gauk teve seu primeiro contato com a música por meio de bandas militares e do canto da mãe, que também tocava piano. Aos sete anos, iniciou seus estudos de piano. Aos 17, mudou-se para São Petersburgo, onde foi admitido na classe de Daugover e, posteriormente, tornou-se aluno de Felix Blumenfeld. Assistiu a regências de maestros como Arthur Nikisch, Claude Debussy e Richard Strauss, tendo sido especialmente influenciado por Nikisch.
Gauk estreou como maestro em 1912, conduzindo uma orquestra estudantil. Sua estreia profissional ocorreu em 1º de outubro de 1917, com a ópera Tcherevitchki, de Tchaikovsky, no Teatro de Drama Musical de Petrogrado. Durante a década de 1920, atuou como regente do Balé Mariinski e casou-se com a bailarina Elena Gerdt.
Entre 1930 e 1934, foi maestro titular da Orquestra Filarmônica de Leningrado, regendo, em 6 de novembro de 1931, a estreia mundial da Terceira Sinfonia de Dmitri Shostakovich, acompanhado pelo coro da Academia Capella.
A partir de 1932, estabeleceu-se em Moscou, onde assumiu, em 1936, a regência de uma nova orquestra da rádio estatal, posteriormente transformada na Orquestra Sinfônica Estatal da URSS. Durante a Segunda Guerra Mundial, após escapar de Riga, lecionou em Moscou e, em seguida, passou dois anos no Conservatório de Tbilisi, onde contribuiu para a reorganização da Orquestra Sinfônica Estatal da Geórgia.
Em 1944, participou da reconstrução da Primeira Sinfonia de Rachmaninoff, cuja partitura original havia se perdido, utilizando as partes orquestrais preservadas nos arquivos do Conservatório de Moscou. Em 1946, regeu a estreia do Concerto para violoncelo, de Aram Khachaturian, em Moscou.
Como compositor, Gauk deixou uma sinfonia, obras de câmara para cordas e peças para piano. Também escreveu uma autobiografia, que permaneceu inacabada.
Entre seus alunos mais notáveis destacam-se Edouard Grikurov, Yevgeny Mravinsky, Ilya Musin e Yevgeny Svetlanov.

## Discografia
Sua discografia está parcialmente disponível. A gravadora Brilliant Classics lançou duas coletâneas com registros extraídos de transmissões radiofônicas, reunindo obras de compositores russos e de outros países (Vol. 1 em 2008; Vol. 2 em 2010).